# Интернационал (Минская область)
Интернационал (бел. Інтэрнацыянал) — нежилой посёлок в Бучатинском сельсовете Копыльского района Минской области Беларуси. В 2016 г. в посёлке никто постоянно не проживал.

## Транспортная сеть
Расположен за 39 км на юг от Копыля, 159 км от Минска, 32 км от железнодорожной станции Тимковичи на линии Осиповичи I-Барановичи-Полесские. Транспортные связи по шоссе Р61 Узда-Копыль-Тимковичи-Гулевичи и далее по дороге Н-9637 Жилихово-Бучатино-Интернационал. Рядом протекает река Волка.

## История
Посёлок сформировался в 1920-е гг. В 1924 г. 12 дворов, 56 жителей. С 20 августа 1924 г. в Бучатинском сельсовете Краснослободского района Слуцкого округа. В начале 1930-х гг. в колхозе имени Войкова. С 20 февраля 1938 г. в Минской области. С 20 сентября 1944 г. в том же районе Бобруйской, с 8 января 1954 г. — Минской областей. С 8 августа 1959 г. в Копыльском районе. В 1960 г. 54 жителя. В 2007 г. были 2 жилых дома, в которых проживали 2 человека, в составе Сельскохозяйственного производственного кооператива «Тимирязевское».